# Gasthof Zur Börse
Der Gasthof Zur Börse in Bremen-Obervieland, Ortsteil Arsten, Arster Heerstraße 35/37, stammt von 1878. 
Das Bauwerk steht seit 2020 unter Bremischem Denkmalschutz.

## Geschichte
Das eingeschossige verklinkerte, im Giebel reich gegliederte, historisierende Gebäude mit Stallgebäude wurde 1878 nach Plänen von Hermann Lüllmann im Stil der Gründerzeit als Wohnhaus für den Straßenmachermeister Hinrich Bothe gebaut; mit Wappen im Giebel und einer Skulptur im Fries als Steinsetzer-Männchen. 1885 richteten er und seine Frau Grete auch eine Schankwirtschaft ein. 1895 wurde für Bothe das Haus umgebaut. Dabei wurde die nordöstliche erhaltene Außenwand des Hauses bis dicht an die Straße versetzt. Bothe hatte hier auch den Sitz seiner Baufirma. In Arsten blieb die wichtige Schankwirtschaft, die 1910 ihren Namen erhielt, bis 1955 im Familienbesitz. Danach wechselten häufiger die Eigentümer und die Pächter. Um 1980 erfolgte ein weiterer Umbau mit der inneren Entkernung und einem neuen Dachstuhl. Hier war das Vereinslokal des Turn- und Sportvereins Arsten.
Das Landesamt für Denkmalpflege Bremen befand: „Der Gasthof ‚Zur Börse‘ zeichnet sich aufgrund seiner zentralen Lage im historischen Dorfkern von Arsten durch eine besondere städtebauliche Bedeutung aus. […] seine repräsentative Fassadengestaltung [spiegelt] auch die Bedeutung wider, die dem Gasthof im lokalen Gesellschaftsleben zukam.“